# Virginia de Blasis
Virginia de Blasis (Marsiglia, 5 agosto 1807 – Firenze, 12 marzo 1838) è stata un soprano italiana.

## Biografia
Fu la sorella del ballerino e coreografo Carlo Blasis e di Teresa de Blasis, una coraggiosa pianista e musicista.
Virginia fu in prima linea tra le eminenze artistiche del suo tempo per la sua potente e pura voce da soprano; la sua eccellente istruzione e il suo talento teatrale le permisero di avvicinarsi in maniera ottimale nelle opere teatrali e drammatiche. Assicurò i suoi trionfi alla Semiramide e al Barbiere di Siviglia di Rossini. Girò trionfante nei primi teatri d'Italia; dal 1826 al 1829 fu l'idolo del pubblico parigino cantando al Théâtre italien e l'anno successivo si trasferì in Inghilterra, suscitando lo stesso entusiasmo.
Poco dopo il rientro in Italia, all'apice delle sue facoltà e della sua bellezza, mentre cantava a Firenze fu assalita da una pleurite che la portò al decesso in meno di otto giorni. La sua morte provocò un lutto generale; fu sepolta nella Basilica di Santa Croce, in quella città, pantheon delle glorie italiane, dove gli fu eretto un monumento, opera dello scultore Pampaloni. I maggiori poeti italiani le dedicarono diverse composizioni, pubblicate col titolo Biografia di Virginia Blasis et onori poetici à lei resi (Milano, 1853), e il compositore Nancini le dedicò una cantata con testi di Giovanni Rossi.